# Reiherstiegwerft

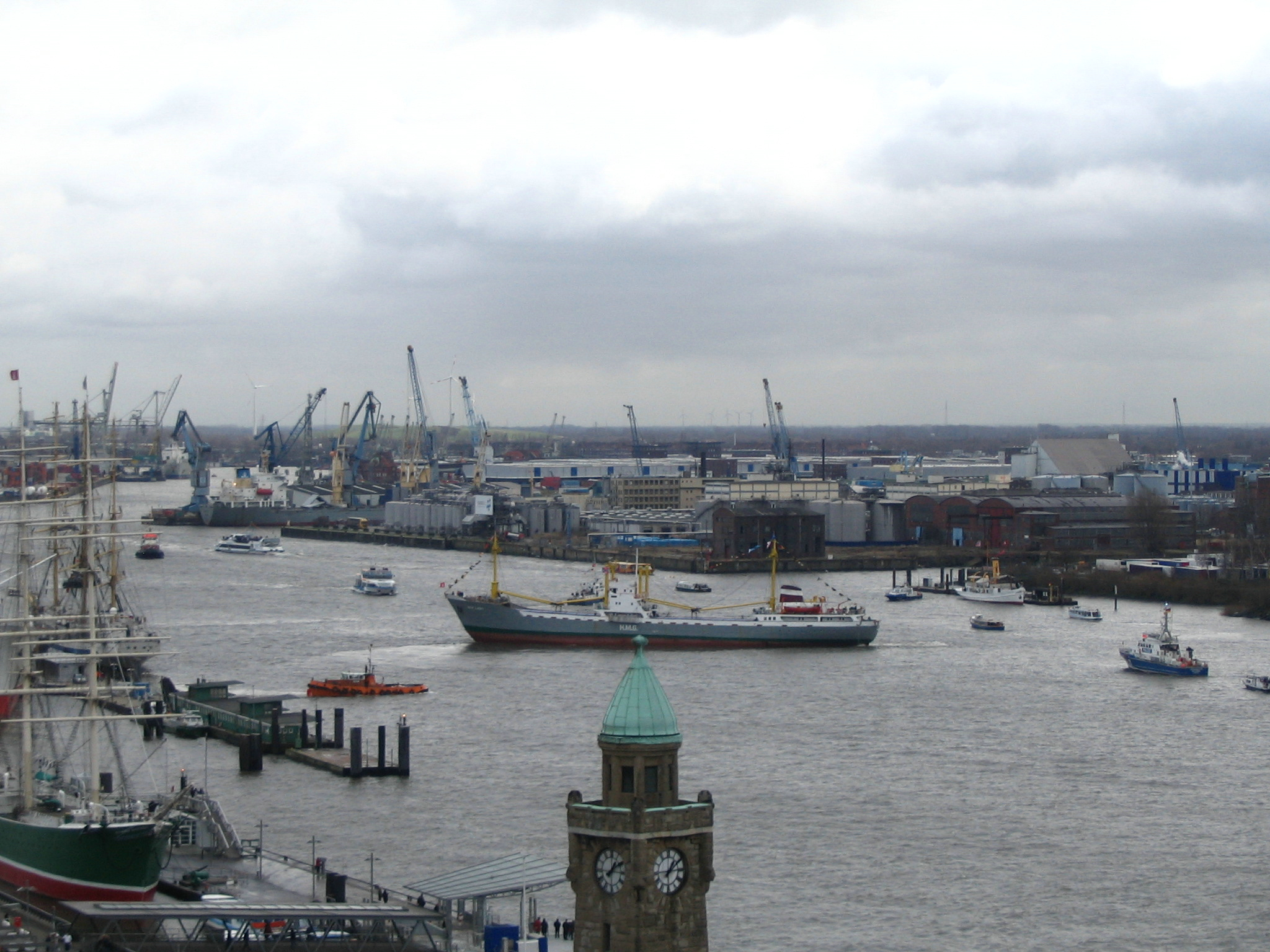
Blick über die Elbe auf das Gelände der ehemaligen Reiherstiegwerft, jetzt Shell AG, im Januar 2007. An der Einmündung des Reiherstiegs ist das letzte Betriebsgebäude der Werft zu sehen, das im Herbst 2008 abgerissen wurde.

Die Reiherstiegwerft wurde 1706 von dem Kaufmann Lukas Kramer am Elbe-Nebenarm Reiherstieg in Wilhelmsburg gegründet. Das Unternehmen entwickelte sich zu einer der großen Werften in Hamburg und wurde 1927 von der Deutschen Werft übernommen.
Nach der Fusion von Deutscher Werft, Howaldtswerke Hamburg und den Kieler Howaldtswerken zur Howaldtswerke-Deutsche Werft in den Jahren 1968/69 wurde der Betrieb Bestandteil von HDW. Im Zuge der Aufgabe des HDW-Standortes Hamburg stellte nach 277 Jahren die Reiherstiegwerft als eine der ältesten Werften der Hansestadt den Schiffbau 1983 ein.

## Geschichte
Um 1700 bestand der heutige Hamburger Stadtteil Wilhelmsburg aus mehreren Elbinseln, die von dem Fürsten Georg Wilhelm Herzog zu Braunschweig-Lüneburg gekauft und zusammengedeicht wurden. Der nordwestliche Teil der Ländereien war das Klütjenfeld, das nach seiner Eindeichung nach dem Elbarm, an dem es lag, Reiherstiegland genannt wurde. Bereits im 17. Jahrhundert kam dem Reiherstieg, sowohl als schiffbarem Flussarm wie als Ort, in der aufstrebenden Hamburger Hafenwirtschaft einige Bedeutung zu. Neben der Verschiffung landwirtschaftlicher Produkte wurde der Holzhandel zum wichtigen Gewerbe. In einer damals bestehenden Bucht, dem sogenannten Mühlenbrack, in etwa gegenüber der heutigen Auffahrt der Köhlbrandbrücke gelegen, wurde ein Flusshafen angelegt, der hauptsächlich der Flößerei diente. Dort errichteten die holländischen Einwanderer Ancke Bauwes und Baucke Hiddes eine Sägemühle und betrieben den Bau von Ewern. Ab 1678 ist eine jährliche Ablieferung von vier bis sechs Schiffen nachgewiesen.

### Lukas Kramer Werft und Berend Roosen Werft

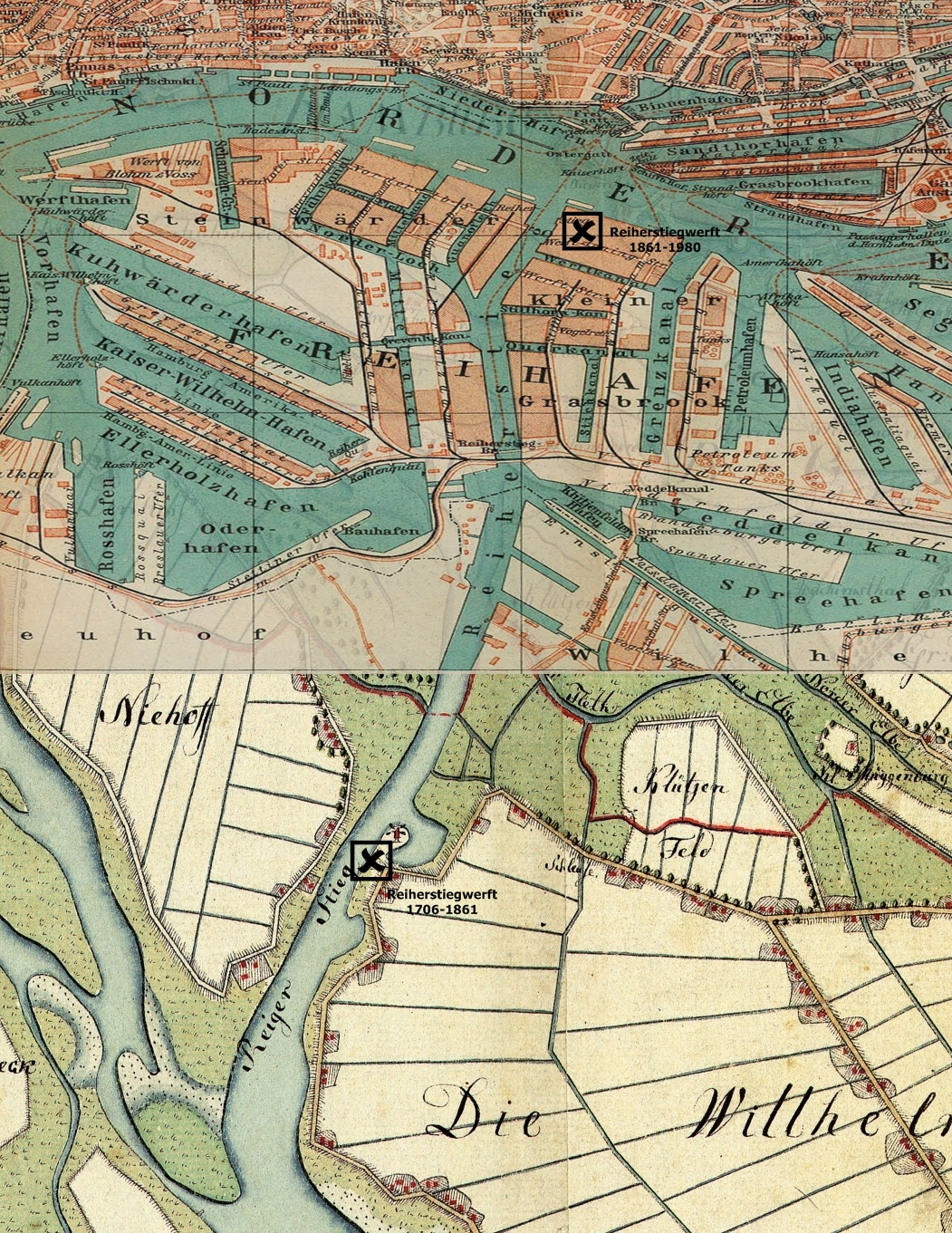
Standorte der Reiherstiegwerft. Untere Karte: Der Reiherstieg in Wilhelmsburg um 1790. Obere Karte: Reiherstiegmündung am Kleinen Grasbrook um 1910

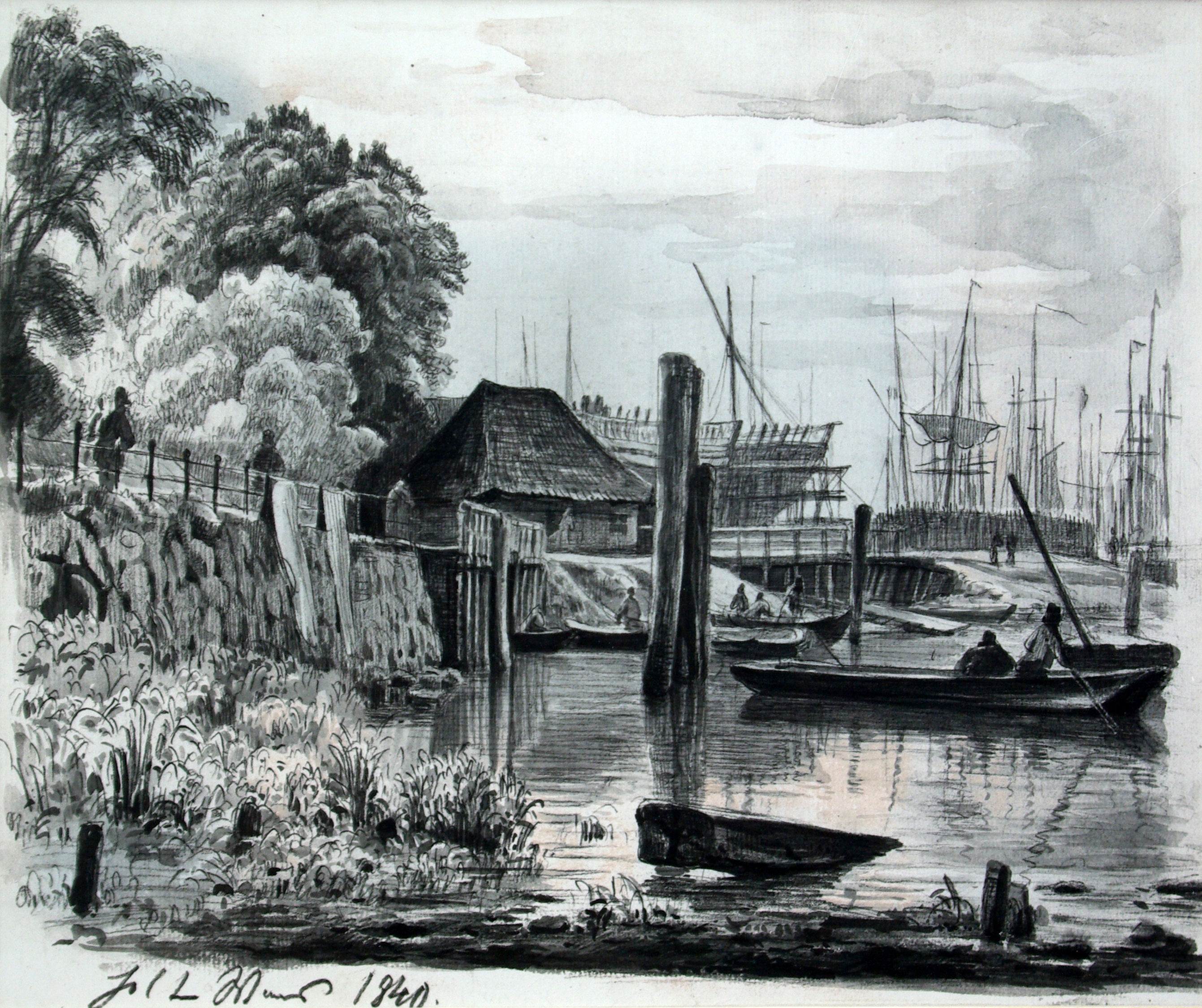
Die Reiherstiegwerft 1840, getönte Zeichnung von Adolph Friedrich Vollmer

Im Jahr 1698 erwarb der aus Harburg stammende Kaufmann Lukas Kramer (1660–1719) die Sägemühle und das Grundstück am Reiherstiegdeich 55, erweiterte den Schiffbau und ließ 1706 die Reiherstiegwerft unter seinem Namen eintragen. Durch die Heirat mit Sara de Voss aus einer Altonaer Mennoniten-Familie, die im damals bedeutenden Walfang als Grönlandfahrer engagiert war, konnte er in die Bereederung der Eismeerflotte einsteigen. Lukas Kramer war vom Bau des Schiffes, über die Bereederung bis zum Walfang selbst am Geschäft beteiligt. Nach seinem Tod 1719 führte seine Witwe Sara Kramer die Werft weiter. 1736 wurde der Schwiegersohn Berend Roosen (1705–1788), einer der größten Hamburger Kaufleute, Teilhaber und nach Saras Tod 1758 Eigner der nunmehr Berend Roosen genannten Firma, die neben der Werft auch die Reederei, eine Handelsflotte (1778 mit 21 Seeschiffen) und eine Tranbrennerei umfasste. Im Verlauf der Jahre verlagerte Berend Roosen die Geschäfte vom Walfang zur Handelsschifffahrt und sicherte so den Fortbestand der Reederei und der Werft. Bis 1790 wurden auf der Reiherstiegwerft 56 Schiffe gebaut, sie stand damit an der Spitze des Hamburger Schiffbaus des 18. Jahrhunderts.
Nach dem Tod von Berend Roosen 1788 führten wechselnde Erbengemeinschaften die Werft weiter. Während der Rückzugsgefechte der Befreiungskriege wurde die Reiherstiegwerft im Februar 1814 niedergebrannt. Überliefert ist die Reaktion von Berend II Roosen (1744–1829) als Beleg der Gottverbundenheit der mennonitischen Roosen’schen Familie: „Als ick hüt Nacht vor’t Finster stun un dat Füer anseeg, da hev ick dacht – uns Herrgott het dat geven, un nu nimmt he’t wedder, he weet ümmer, war für die dat Beste is.“ Er bezieht sich darin auf die langwierigen Erbauseinandersetzungen, die dazu führten, dass ab 1813 die Geschäfte von der jüngeren Generation unter dem Namen B & H Roosen jres übernommen wurden. Sie war eine der ersten Werften, die Dampfschiffe baute. Nachdem die Erben die eigene Schiffsflotte erheblich reduzierten, wurde ab 1841 auch der Neubau von Schiffen auf der Reiherstiegwerft eingestellt. Sie diente nur noch den Reparaturen.

### Godeffroy’s Werfte Reiherstieg
Hermann V Roosen verkaufte am 22. Juni 1849 die Reiherstiegwerft an die Firma Joh. Ces. Godeffroy & Sohn. Die Werft firmierte nun als Godeffroy’s Werfte Reiherstieg. Durch gestiegene Zahlen von Auswanderern und erhöhte Importe von Handelsgütern bestand ein wachsender Bedarf an Transport- und Handelsschiffen. Von 1850 bis 1856 wurden auf der Werft 18 Schiffe in Folge für Joh. Ces. Godeffroy & Sohn gebaut. Im Jahr 1856 wurde dort aufsehenerregend als erstes Eisenschiff in Hamburg der Leichter Richard für Pearson & Langnese fertiggestellt.
Unmittelbar benachbart am parallel zum Reiherstieg verlaufenden Guanofleet befand sich seit 1846 das Gelände der Stülckenwerft.

### Reiherstieg Schiffswerfte & Kesselschmiede

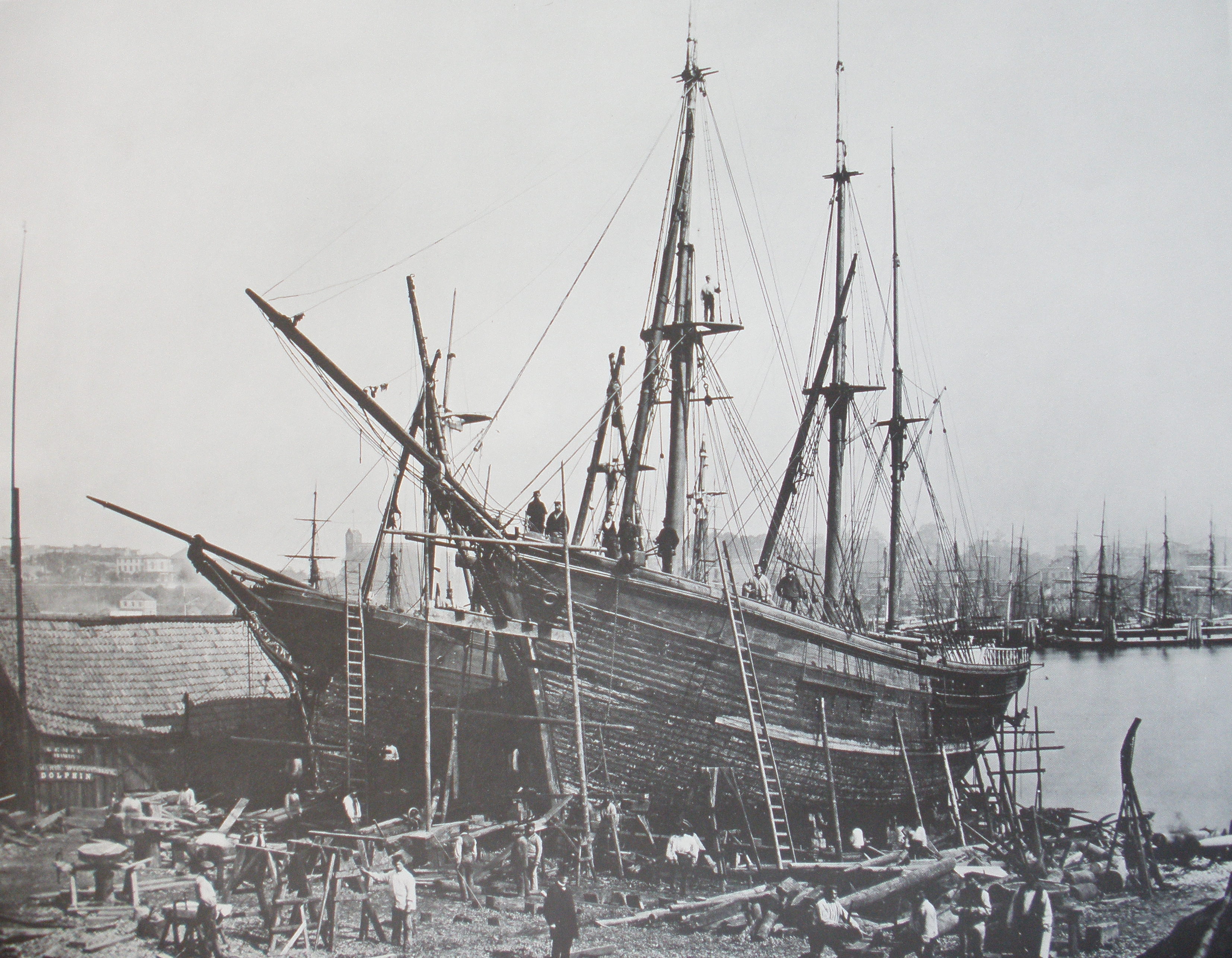
Reiherstiegwerft um 1865, Fotografie von C.F. Höge

Im Oktober 1857 trat L.R. Beit & Co als Teilhaber ein und die Werft wurde in Reiherstieg Schiffswerfte & Kesselschmiede umbenannt. Das Vollschiff Deutschland der 1847 gegründeten Hamburg-Amerikanische Packetfahrt-Actien-Gesellschaft (HAPAG), an der die Joh. Ces. Godeffroy & Sohn ebenfalls beteiligt war, wurde gebaut. Für den expandierenden Schiffbau wurde das Gelände in Wilhelmsburg zu klein, 1861 verlegte die Werft ihr Betriebsgelände von Wilhelmsburg zum Kleinen Grasbrook, Worthdamm, an den Mündungsbereich des Reiherstiegs in die Norderelbe gegenüber dem Baumwall. Sie galt in diesen Jahren als die größte Werft Hamburgs. Friedrich Ludwig Middendorf wirkte hier von 1863 bis 1865 als Ingenieur. Technische Neuerungen im Schiffbau wurden aufgegriffen – so wurde zum Beispiel 1871 der erste Eisbrecher des Hamburger Hafens gebaut. Er hieß Comité und stand – zuletzt unter dem Namen Eisfuchs – bis 1957 im Dienst.
Joh. Ces. Godeffroy & Sohn war Mitte des 19. Jahrhunderts einer der größten Reeder Europas. Das Unternehmen stellte im Dezember 1879 die Zahlungen ein, da die weit verzweigten Handels- und Industrieunternehmungen das Kapital gebunden hatten und die Liquidität verbraucht war. L.R. Beit & Co war 1879 aus der Teilhaberschaft ausgestiegen. Nach einem Vergleich wurde die Werft 1881 in eine Aktiengesellschaft umgewandelt und firmierte unter Reiherstieg Schiffswerfte und Maschinenfabrik AG. Alle Wechsel überstehend war Siegmund Robinow von 1858 bis 1859 Leiter der Werft.

### Reiherstieg Schiffswerfte und Maschinenfabrik AG

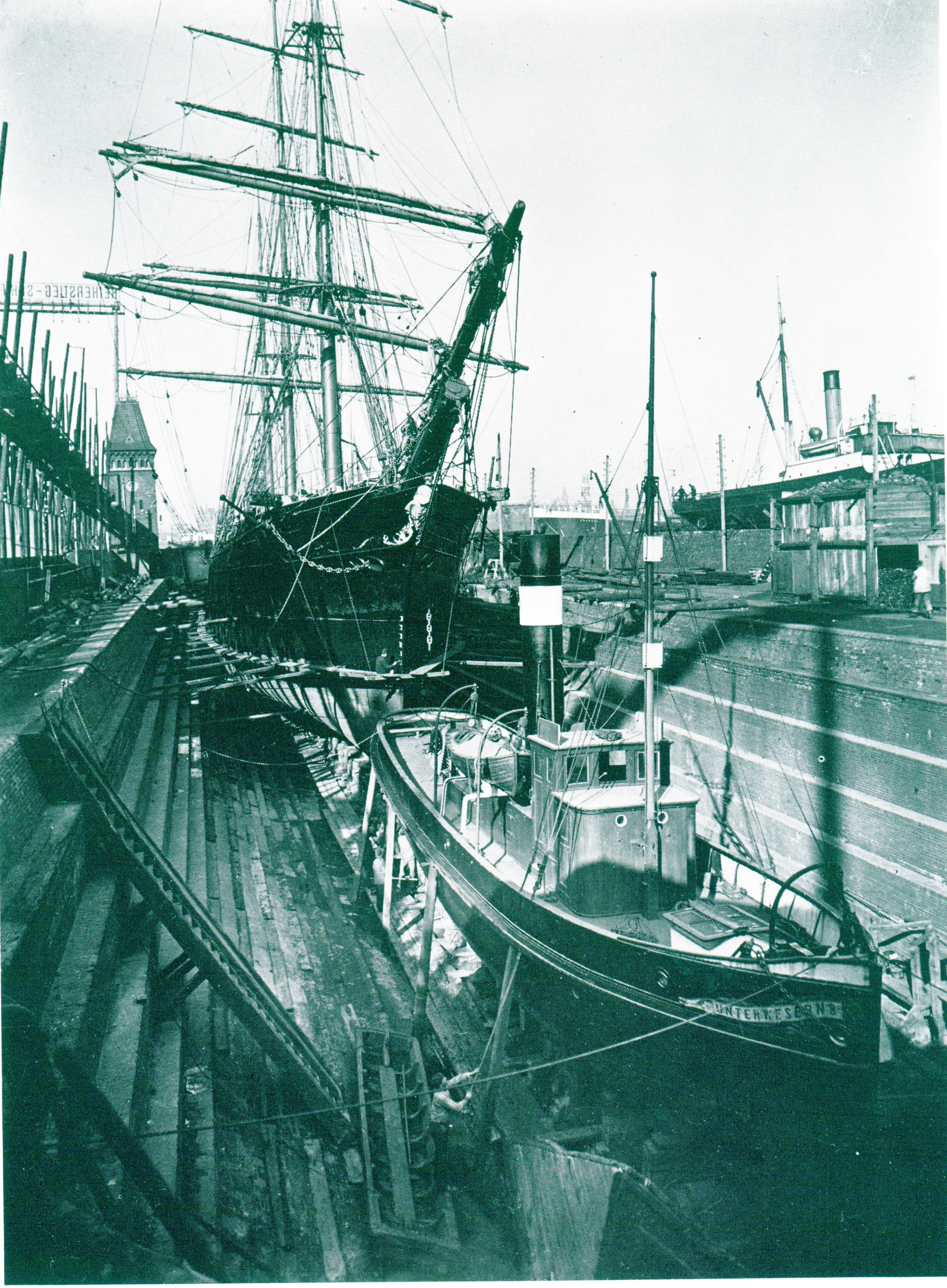
Das Trockendock der Reiherstiegwerft auf dem Gelände der ehemaligen Werft B. Wencke Söhne, 1906

1881 erfolgte die Umwandlung der Reiherstieg Schiffswerfte & Kesselschmiede in eine Aktiengesellschaft unter der Firma Reiherstieg Schiffswerfte und Maschinenfabrik AG mit Hilfe von Anleihen der Norddeutschen Bank unter dem damaligen Aufsichtsratsvorsitzenden Gustav Godeffroy. Sie wurde als zweitgrößte Werft Hamburgs geführt. Die erst vier Jahre bestehenden Werft Blohm & Voss konnte mit dem Konzept des Schiffbaus auf eigene Rechnung bessere Erfolge verbuchen. Um 1900 übernahm die Reiherstiegwerft als Werk II Gelände und Anlagen der benachbarten Werft B. Wencke Söhne sowie 1912 die am Fährkanal gelegene Werft Heinrich Brandenburg. Damit erstreckte sich das Betriebsgelände beidseitig der Reiherstiegmündung.
Nach Blohm & Voss mit 10.250 Beschäftigten sowie der 1909 eröffneten Vulkanwerft mit 4.300 Mitarbeitern (Teilbetrieb der ab 1911 in Hamburg ansässigen Vulkan-Werke Hamburg und Stettin AG) ist die Reiherstiegwerft 1914 mit 3.245 Beschäftigten drittgrößte Werft Hamburgs. 1917 wurde die am östlichen Gelände benachbarte J.H.N. Wichhorst Werft aufgekauft und als Werk III weitergeführt. In den krisengeschüttelten 1920er Jahren übernahm die Maschinenfabrik Wetzel & Freitag 1925 die Werft. Um das Kapital aufzubringen, verkauften diese das große 10.000 t-Dock, verloren damit eine wesentliche Einnahmequelle und mussten sich erneut um finanzielle Unterstützung bemühen. Diese kam Anfang 1927 von der Deutschen Werft, die den überwiegenden Teil der Aktien übernahm. Im September 1927 kam es durch Aktientausch zur vollständigen Fusion beider Werften. 1928 verfügte der Betrieb Reiherstieg der Deutschen Werft AG über drei Hellinge, fünf Schwimmdocks bis zu 12.000 Tonnen Tragfähigkeit und ein älteres Trockendock für Schiffe bis zu 100 Metern Länge. Die frühere „Abteilung Heinrich Brandenburg“ der Reiherstiegwerft wurde zum Werk III der Deutschen Werft.

### Reiherstieg-Deutsche Werft
Der Zusammenschluss der beiden Werften sorgte kurzfristig für eine Rationalisierung und Belebung, doch aufgrund der Weltwirtschaftskrise kam der Schiffsneubau wie bei fast allen deutschen Werften praktisch zum Erliegen; die Zahl der Beschäftigten sank auf 1.349. Ab 1934 lief das Neubaugeschäft langsam wieder an – bis 1939 konnten 72 größere Tank- und Frachtschiffe geliefert werden, überwiegend Motorschiffe, eine Spezialität der Reiherstiegwerft. Zusätzlich stabilisierte sich mit den Förderprogrammen der Nationalsozialisten und der Ausrichtung des Schiffbaus auf eine Kriegsvorbereitung die nun so genannte Deutsche Werft am Reiherstieg weiter. Mit Beginn des Krieges wurde fast die gesamte Kapazität der Deutschen Werft in Finkenwerder in den Dienst des U-Boot-Baus für die Kriegsmarine gestellt, während das Werk Reiherstieg Reparatur und Neubau von Überwasserschiffen durchführte. Während des Zweiten Weltkrieges wurde auf dem Gelände der Werft ein Zwangsarbeiterlager eingerichtet. Sie waren, wie in allen Hamburger Hafenbetrieben, für die Kriegsproduktion und für Aufräumarbeiten nach Bombenangriffen eingesetzt. Es waren darunter sowohl Gefangene aus dem sogenannten Kommando Neuengamme wie Zivilarbeiter aus Osteuropa. Etwa einhundert Zwangsarbeiter kamen bei einem Bombenangriff am 31. Dezember 1944 zusammen mit der Wachmannschaft ums Leben.
Bei Kriegsende war die Werft nahezu vollständig zerstört, der Wiederaufbau und die Wiederaufnahme des Schiffbaus fand Anfang der 1950er Jahre statt. 1968/69 erfolgte die Fusion von Deutscher Werft, Howaldtswerken Hamburg und der Kieler Howaldtswerke zur Howaldtswerke Deutsche Werft AG Kiel und Hamburg (HDW). Die ehemalige Reiherstiegwerft wurde zum Werk Reiherstieg, neben dem Werk Ross für die ehemalige Vulkanwerft bzw. Howaldtwerft und dem Werk Finkenwerder für die ehemalige Deutsche Werft.

### Howaldtswerke-Deutsche Werft
Außer Blohm & Voss waren in der HDW mit dem Zusammenschluss nahezu alle ehemals großen Hamburger Werften aufgegangen. Neben der Reiherstiegwerft auf dem Kleinen Grasbrook, die 1900 beziehungsweise 1917 die benachbarten Werften Wencke und Wichhorst mit in den Betrieb einbezogen hatte, und der Deutschen Werft mit dem großen Expansionsgelände in Finkenwerder, umfassten die Howaldtswerke Hamburg die früheren Betriebsteile auf Tollerort von Janssen & Schmilinsky und die ehemalige Vulkanwerft (HDW Werk Ross) zwischen Rosshafen und Vulkanhafen (letzteres Hafenbecken wurde 2003 zugeschüttet).
1973 wurde die Werk Finkenwerder aufgegeben, Schiffsneubauten wurden nur noch im Werk Ross durchgeführt. Die Anlagen der Reiherstiegwerft wurden letztlich nur noch als Reparaturwerft genutzt. In den 1980er Jahren wurde der Standort Hamburg von der HDW völlig aufgegeben und die Reiherstiegwerft 1983 stillgelegt. Am 1. Oktober 1987 stellte das Werk Ross der HDW, das bereits ab 1. Januar 1986 als Ross Industrie GmbH Tochterfirma von Blohm + Voss war, ebenfalls den Betrieb ein.
Das Gelände auf dem Kleinen Grasbrook am Worthdamm wird heute durch die Shell AG genutzt.

## Schiffe, die von der Reiherstiegwerft gebaut wurden (Auswahl)
- De Vrow Maria Elisabeth
 Baujahr 1749, Fleutschiff, Walfänger, Größe 125 m / 30 m, BRT 225
 1784 ist sie nach einer Grönlandfahrt auf Vogelsand – einer Sandbank in der Elbmündung – gesunken.[10]
- Frachtdampfer Neuenfelde: Baujahr 1868, 1870 als Hilfsdampfer zur Kaiserlichen Marine
- Eisbrecher No.1
 Baujahr 1871, Eisbrecher, Maschinenleistung 600 PS. Bis 1957 im Einsatz.
- Dampffahrgastschiff St. Georg
: Baujahr 1876, Dampfschiff, Größe 20,98 m / 4,40 m, Maschinenleistung 75 PS, Restaurierung 1984–1994
 Sie ist das älteste noch fahrtüchtige Dampfschiff Deutschlands, und wird seit 1994 wieder als Alsterdampfer eingesetzt.
- MS Friedrich (ex Süd-Hamburg, ex Nord-Bremen): Baujahr 1880, Länge 18,33 m, Breite 7,15 m, Tiefgang 2,2 m: gebaut als Fähre, 1925 umgebaut zum Fahrgastschiff. Ältestes betriebsfähiges Traditionsschiff, das auf der Weser unterwegs ist
- Marie
 Stapellauf 20. August 1881, Glattdeckskorvette der kaiserlichen Marine
- Adolph Woermann
 Baujahr 1906, Postdampfer mit Platz für 301 Passagiere, Größe 125 m / 15 m, 6355 BRT, 1938 abgebrochen.